# Jacksons veldtocht in de Shenandoahvallei

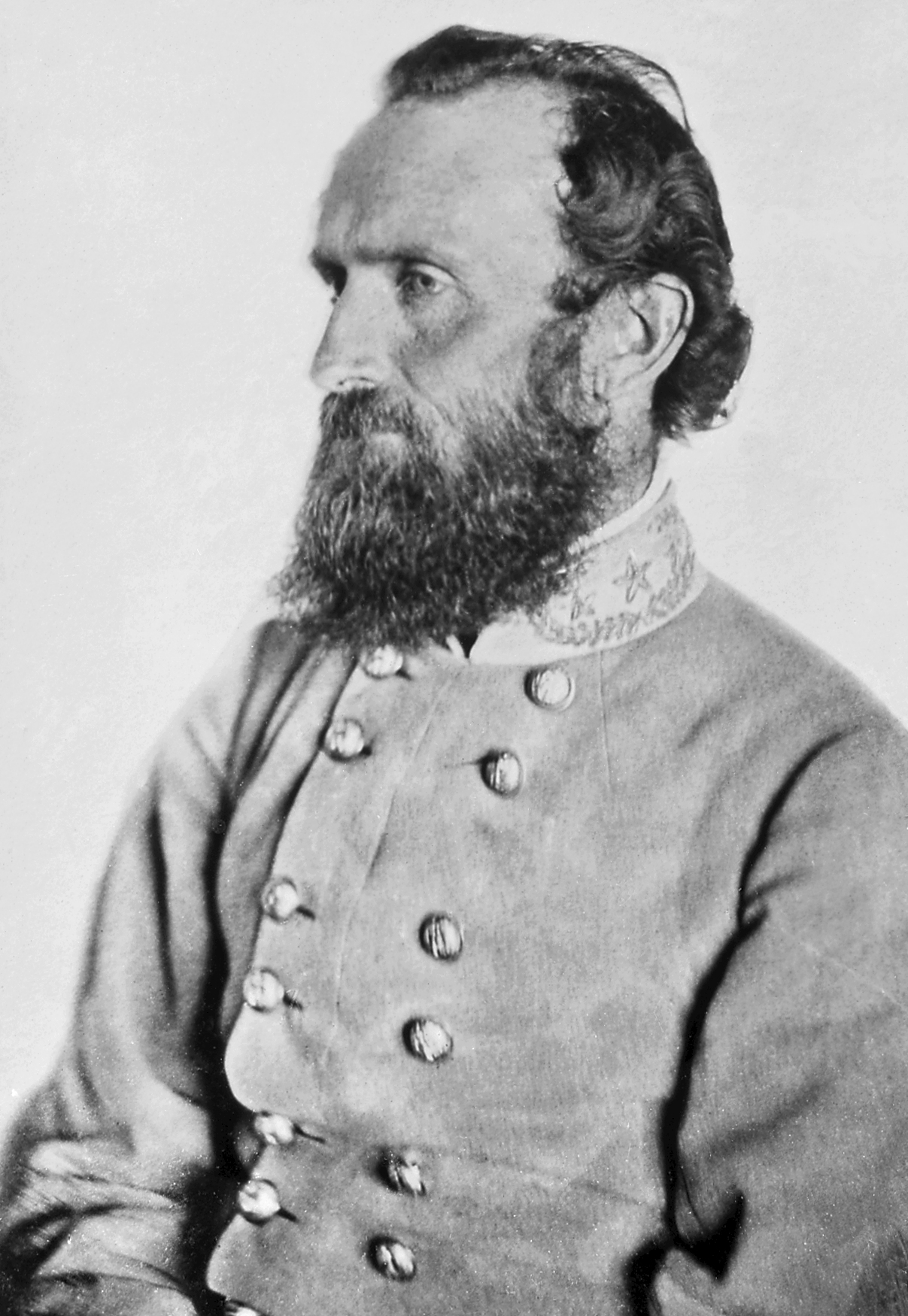
Thomas "Stonewall" Jackson

Jacksons veldtocht in de Shenandoahvallei (Engels: Jackson's Valley Campagne) was een veldtocht van de Zuidelijke generaal-majoor Thomas J. "Stonewall" Jackson in de Shenandoahvallei in Virginia in 1862 tijdens de Amerikaanse Burgeroorlog.
Door durf, snelheid en onverwachte bewegingen slaagden Jacksons 17.000 soldaten erin om 1.040 km te marcheren en verschillende kleinere veldslagen te winnen tegen drie Noordelijke legers met samen 52.000 soldaten. Door deze acties voorkwam Jackson dat deze drie vijandelijke legers het Noordelijk offensief tegen Richmond versterkten.
Jackson zou tijdens deze veldtocht zijn enige nederlaag tijdens de oorlog lijden. In de Eerste Slag bij Kernstown op 23 maart werd hij verslagen door kolonel Nathan Kimball (die deel uitmaakte van generaal Nathaniel P. Banks' leger). Deze tactische nederlaag zou een strategische overwinning blijken te zijn. President Abraham Lincoln stuurde versterkingen naar de vallei die normaal bestemd waren voor het Noordelijke offensief op de vijandelijke hoofdstad Richmond of de zogenaamde Schiereiland-veldtocht. Op 8 mei, na meer dan een maand van kat-en-muisspel met Banks, verplaatste Jackson zijn leger naar het westen van de vallei. Daar versloeg hij eenheden van generaal-majoor John C. Frémont in de Slag bij McDowell. Jackson slaagde erin het samengaan van twee Noordelijke legers te voorkomen. Opnieuw verplaatste Jackson zijn eenheden om opnieuw Banks aan te vallen. Via Page Valley en Luray Valley had hij ongezien aansluiting kunnen vinden met de eenheden onder generaal-majoor Richard S. Ewell. Samen veroverden ze het Noordelijke garnizoen in de Slag bij Front Royal op 23 mei. Banks trok zich naar het noorden terug. Op 25 mei versloeg Jackson Banks opnieuw in de Eerste Slag bij Winchester toen de Noordelijken de Potomac overstaken naar Maryland
Brigadegeneraal James Shields heroverde Front Royal nadat hij vanuit oostelijk Virginia versterkingen had aangevoerd. Hij zocht aansluiting bij het leger van Frémont. Jackson had nu drie kleine Noordelijke legers tegenover zich. Jackson trok zich terug door de vallei vanuit Winchester. Frémont en Shields zaten hem op de hielen. Op 8 juni versloeg Ewell Frémont in de kleine Slag bij Cross Keys. De volgende dag stak Ewell de North-rivier over om samen met Jackson Shields te verslaan in de Slag bij Port Republic. Na deze overwinning sloot Jackson zich aan bij Robert E. Lee met geforceerde marsen om deel te nemen aan de Zevendagenslag voor Richmond. Door deze briljante veldtocht werd Jackson de meest bekende Zuidelijke generaal. Later zou enkel Lee meer roem vergaren. Zijn veldslagen en tactieken worden tot vandaag bestudeerd in de militaire scholen in de wereld.

## Achtergrond
In de lente van 1862 had het moreel in het Zuiden een dieptepunt bereikt. De overleving van de Zuidelijke staten leek geen lang leven meer beschoren te zijn. Na de succesvolle zomer van 1861 met als hoogtepunt de Eerste Slag bij Bull Run verbleekten de vooruitzichten snel. Noordelijke legers onder Ulysses S. Grant hadden grote delen van de Zuidelijk gebied veroverd. De Slag om Fort Donelson en de Slag bij Shiloh waren duidelijke nederlagen voor de Zuidelijke zaak. In het oosten lanceerde generaal-majoor George B. McClellan en zijn Army of the Potomac een offensief tegen Richmond in de zogenaamde Schiereiland-veldtocht. Vanuit het noorden rukte het korps van generaal-majoor Irvin McDowell op naar Richmond. Het leger van generaal-majoor Nathaniel P. Banks bedreigde de Shenandoahvallei. Jacksons troepen hadden nog steeds een hoog moreel. Hun activiteiten in de vallei zouden de plannen van de Noordelijken dwarsbomen en het Zuidelijke moreel een ongekende stimulans geven.
Tijdens de burgeroorlog was de Shenandoahvallei van groot strategisch belang in Virginia. De Shenandoahrivier stroomde tussen de oostelijke Blue Ridge Mountains en het westelijke Alleghenygebergte. De rivier stroomde door een vallei die zich 210 km ver uitstrekte ten zuidwesten van de Potomac bij Shepherdstown en Harpers Ferry met een gemiddelde breedte van 37 km. De "upper Valley" was het zuidwestelijke uiteinde. Deze had doorgaans een hoger reliëf dan de "lower Valley" aan het noordoostelijke uiteinde. Tussen de noordelijke en zuidelijke Forks van de Shenandoahrivier rees de Massanutten Mountain hoog boven de vallei uit. Deze berg verdeelde de vallei in twee delen over een afstand van 75 km tussen Strasburg, Virginia en Harrisonburg, Virginia. Tijdens de 19de eeuw was er maar één weg die de berg toegankelijke maakte.
De vallei bood twee strategische voordelen voor de Zuidelijken:
1. een Noordelijk invasieleger kon geflankeerd worden door de vele passen in Blue Ridge
2. de vallei bood een snelle weg om een Zuidelijk leger ongezien naar Pennsylvania te laten marcheren.

Deze route zou door Robert E. Lee gebruikt worden in 1863 en door luitenant-generaal Jubal Early in 1864. Een Noordelijk leger kon weinig strategisch voordeel halen uit de oriëntatie van de vallei. Zouden ze er echter in slagen om de vallei te blokkeren voor de Zuidelijken, dan zou dit een flinke streep door de Zuidelijke rekening zijn. De vallei was een schatkamer aan landbouwproducten die voor een groot in deel van de behoeften van Richmond voorzagen. Virginia zou verloren gaan voor de Zuidelijken mocht de vallei in Noordelijke handen vallen.

## Samenstelling van de legers

### De Zuidelijken
Jackson was de bevelhebber van de District of the Department of Northern Virginia. Initieel had hij ongeveer 5.000 soldaten onder zijn bevel. Tijdens de veldtocht werden er voortdurend versterkingen aangevoerd. Hoewel het uiteindelijk 17.000 soldaten zou tellen, was het toch veel kleiner dan de Noordelijke legers die 52.000 soldaten in het veld stuurden.
In maart 1862, tijdens de Eerste slag bij Kernstown, bevatte Jacksons leger de brigades van brigadegeneraal Richard B. Garnett, kolonel Jesse S. Burks, kolonel Samuel V. Fulkerson en de cavalerie van kolonel Turner Ashby. In mei (tijdens de Slag bij McDowell) had Jackson twee legers onder zich die kleiner waren dan een normale divisie. Dit was zijn eigen Army of the Valley met de brigades van brigadegeneraal Charles S. Winder, kolonel John Allen Campbell en brigadegeneraal William B. Taliaferro; en het Army of the Northwest onder leiding van brigadegeneraal Edward "Allegheny" Johnson met de brigades van kolonel Zephaniah T. Conner en W.C. Scott.
In de tweede helft van mei en in juni (voor de Slag bij Front Royal) had Jackson twee infanteriedivisies en een cavaleriebrigade onder zich. Jacksons divisie bestond uit de brigades van brigadegeneraal Charles S. Winder, kolonel John A. Campbell (gewond en vervangen door kolonel John M. Patton, Jr.) en kolonel Samuel V. Fulkerson (vervangen door brigadegeneraal William B. Taliaferro). De tweede divisie onder generaal-majoor Richard S. Ewell bestond uit de brigades van kolonel W.C. Scott (vervangen door brigadegeneraal George H. Steuart, brigadegeneraal Arnold Elzey (vervangen door kolonel James A. Walker, brigadegeneraal Isaac R. Trimble, brigadegeneraal Richard Taylor en brigadegeneraal George H. Steuart. De cavalerie werd geleid door kolonel Thomas S. Flournoy, brigadegeneraal George H. Steuart, brigadegeneraal Turner Ashby en kolonel Thomas T. Munford.

### De Noordelijken
De samenstelling van de Noordelijke legers was aan veel verandering onderhevig. Legers arriveerden en werden opnieuw teruggetrokken. In maart 1862 had generaal-majoor Nathaniel P. Banks het V korps van het Army of the Potomac onder zich. Op 4 april werd hij bevelhebber van het Departement of the Shenandoah. Bij Kernstown stonden de brigades onder leiding van brigadegeneraal James Shields (gewond en vervangen door kolonel Nathan Kimball, kolonel Jeremiah C. Sullivan, kolonel Erastus B. Tyler en de cavalerie onder kolonel Thornton F. Brodhead In het begin van mei bij de Slag van McDowell bestond brigadegeneraal Robert C. Schenks commando uit zijn eigen brigade en de brigade van brigadegeneraal Robert H. Milroy.
In de rest van mei en in juni werden er drie verschillende legers ingezet in de vallei (wat de effectiviteit tegenover Jackson verkleinde). Banks had een divisie van brigadegeneraal Alpheus S. Williams bestaande uit de brigades van kolonel Dudley Donnely en kolonel George H. Gordon en de cavalerie van brigadegeneraal John P. Hatch onder zich. Generaal-majoor John C. Frémont zette een divisie in onder leiding van brigadegeneraal Louis Blenker (met brigades van brigadegeneraal. Julius H. Stahel, kol. John A. Koltes en brigadegeneraal. Henry Bohlen) en de brigades van kolonel Gustave P. Cluseret, brigadegeneraal Robert H. Milroy, brigadegeneraal Robert C. Schenk en brigadegeneraal George D. Bayard. Brigadegeneraal James Shields had een divisie onder zich met de brigades van Nathan Kimball, Orris S. Ferry, Erastus B. Tyler en Samuel S. Carroll.

## Openingszetten
Op 4 november 1861 aanvaardde Jackson het commando over de Valley District met het hoofdkwartier in Winchester. Jackson, tot kort ervoor nog professor aan de Virginia Military Institute en nu held van de Eerste Slag bij Bull Run, kende de terreingesteldheid van de vallei zeer goed. Naast zijn eigen brigade vielen er nog enkele militie-eenheden onder zijn bevel. In december kreeg hij versterking van brigadegeneraal William W. Loring die 6.000 soldaten met zich meebracht. Zijn strijdkracht was echter nog te klein om offensieve operaties uit te voeren. Terwijl de Noordelijke generaal Banks nog altijd ten noorden van de Potomac verbleef, stuurde Jackson zijn cavalerie eropuit om het Chesapeake and Ohio-kanaal en de Baltimore and Ohio-spoorweg aan te vallen.
Begin februari stuurde Banks als reactie hierop troepen naar de overkant van de Potomac om het kanaal en de spoorweg te beschermen. Jacksons commando vormde in de eerste maanden van 1862 de linkervleugel van generaal Joseph E. Johnstons leger. Johnston trok zich begin maart terug van Manassas naar Culpeper. Om de terugtocht van Johnston te dekken, beschermde Jackson de flank van het leger door zich terug te trekken van Centreville richting Richmond. Anders bestond het gevaar dat Banks de Zuidelijken zou verrassen bij een de vele passen in de Blue Ridge Mountains. Op 12 maart 1862 bezette Banks Winchester waarna hij op een gezapig tempo verder marcheerde naar Mount Jackson een 63 km verderop.
Op 21 maart ontving Jackson de boodschap dat Banks zijn leger had opgesplitst. Twee divisies (één onder brigadegeneraal John Sedgwick en één onder brigadegeneraal Alpheus S. Williams) vertrokken naar de omgeving van Washington D.C. zodat er meer troepen ingezet konden worden in het grote offensief van McClellan. De derde divisie, onder leiding van brigadegeneraal James Shields werd bij Strasburg gestationeerd om de lager gelegen vallei (zijnde het noordoostelijke uiteinde) te beschermen. Spionnen hadden gemeld dat Shields zich nu terug trok naar Winchester. Op 23 maart trof Banks voorbereidingen om de vallei te verlaten.

## De veldtocht in de Shenandoahvallei

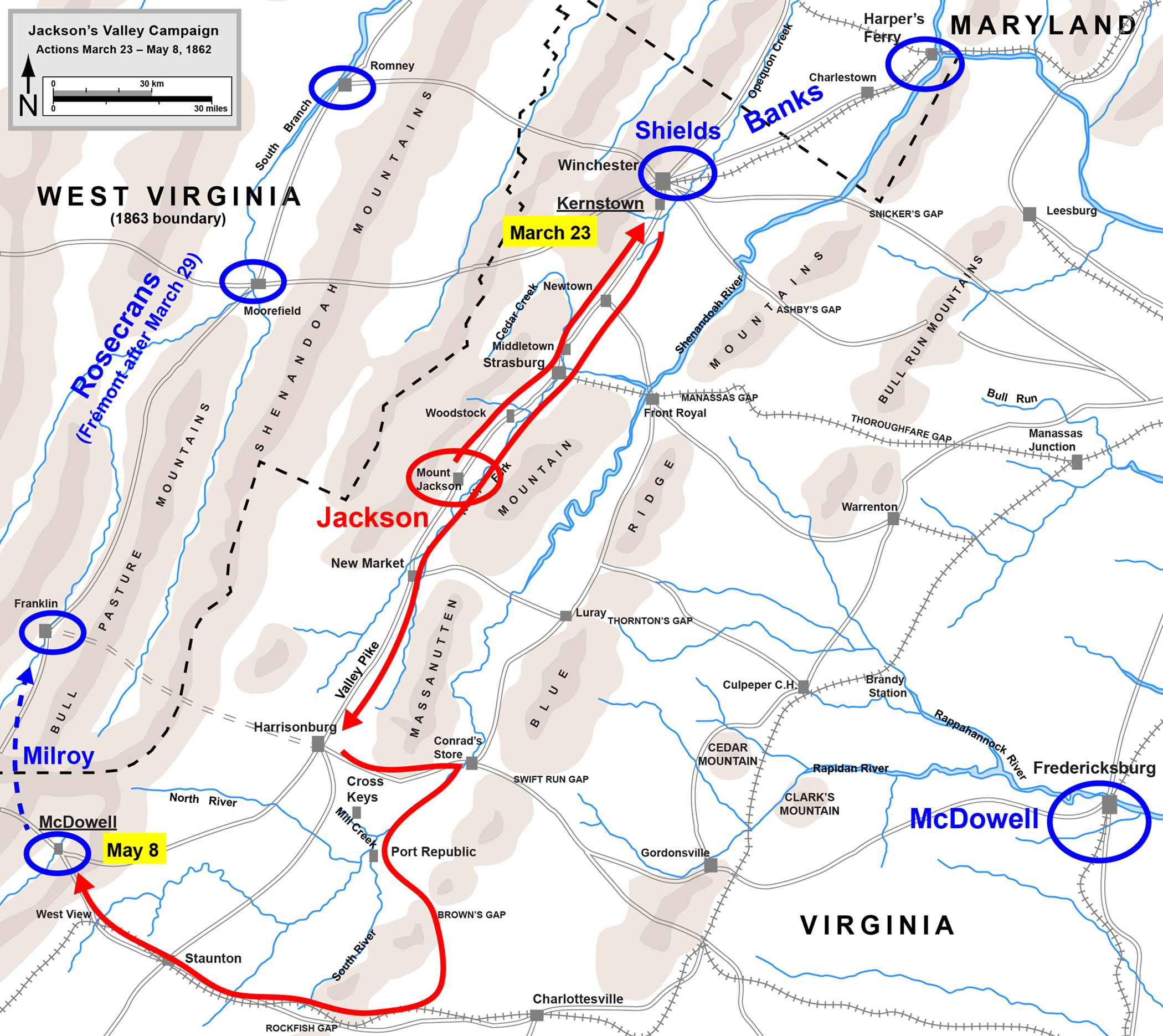
Jacksons veldtocht in de Shenandoavallei: Van Kernstown tot McDowell.
(rood: Zuidelijken, blauw: Noordelijken)

### Eerste Slag bij Kernstown(23 maart1862)

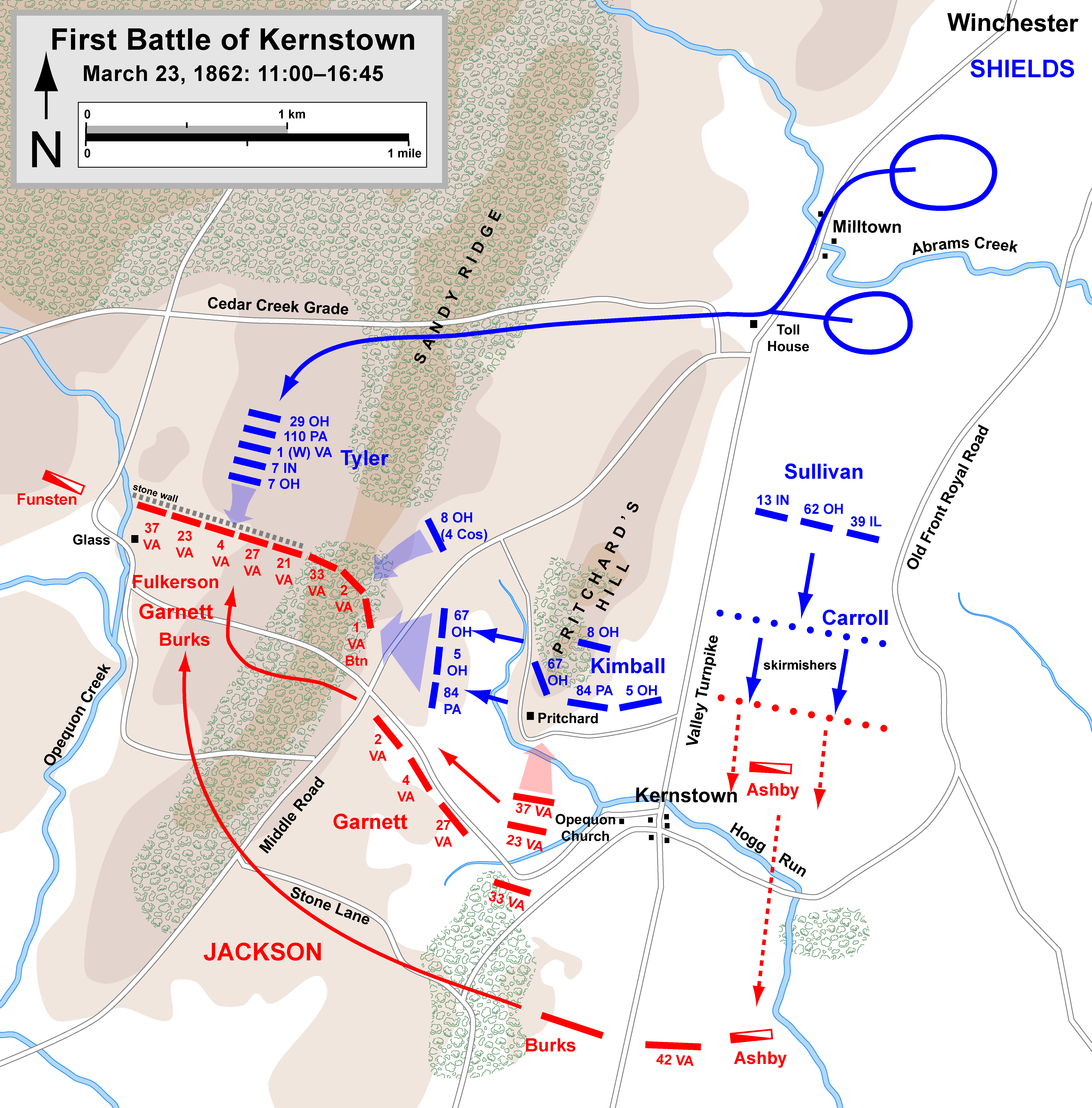
De Eerste Slag bij Kernstown, 11.00 uur tot 16.45 uur

Jacksons bevelen van Johnston vertelden dat hij Banks' leger moest vastpinnen in de vallei. Jackson keerde terug op zijn stappen en in twee geforceerde marsen stond hij in de ochtend van 23 maart in Kernstown. (Zijn troepen hadden 37 km en 22 km gemarcheerd om er in twee dagen te geraken.) Ashby's cavalerie had op 22 maart gevochten met Noordelijke eenheden. Bij dit treffen had Shields zijn arm gebroken nadat hij een fragment van een kanonskogel tegen zich gehad had. Ondanks deze verwonding leidde Shields de operaties van zijn leger persoonlijk. Hij stuurde een deel van zijn divisie ten zuiden van Winchester en één brigade naar het noorden, zogenaamd om het gebied te verlaten, maar werd als reserve achter gehouden. Het tactisch bevel droeg hij over aan kolonel Nathan Kimball, hoewel Shields tijdens de komende slag voortdurend boodschappen en bevelen naar Kimball stuurde. Zuidelijke sympathisanten in Winchester speelden per vergissing verkeerde informatie door naar Ashby. Shields zou met zijn troepen naar Harpers Ferry marcheren uitgezonderd vier regimenten en een batterij (ongeveer 3.000 man). Jackson marcheerde zo snel hij kon met zijn 3.000 soldaten naar het noorden onbewust van de 9.000 vijandelijke soldaten die hem stonden op te wachten.
Jackson marcheerde naar het noorden vanuit Woodstock en arriveerde op zondag 23 maart, rond 11.00 uur, bij de Noordelijke stellingen. Hij stuurde Ashby eropuit om een schijnaanval uit te voeren tegen Kimballs stellingen bij de Valley Turnpike. Ondertussen viel hij met de rest van zijn brigades de vijandelijke artillerie aan op Pritchard Hill. De eerste brigade, onder Fulkerson, werd afgeslagen. Jackson probeerde dan maar om de vijandelijke stellingen te flankeren door rond de Noordelijke rechterflank te marcheren. Kimball reageerde hierop door de brigade van kolonel Erastus B. Tyler op te schuiven naar het westen. Voor de Noordelijken hun nieuwe posities betrokken hadden, stonden de Zuidelijken hen op te wachten, beschermd door een stenen muur.
Rond 16.00 uur viel Tyler Fulkerson en Garnett aan op een nauw front. De Zuidelijken slaagden er tijdelijk in om deze aanval te stoppen. De stenen muur gaf hun voldoende bescherming tegen het vijandelijke overwicht. Jackson realiseerde zich dat de Noordelijken veel meer soldaten in het veld hadden dan dat hij dacht. Hij stuurde razend snel versterkingen naar zijn linkerflank. Toen de versterkingen rond 18.00 uur arriveerden was de munitie op van Garnetts brigade en trok ze terug. De rechterflank van Fulkerson bleef onbeschermd achter. Jackson deed nog wanhopige pogingen om zijn troepen terug te sturen naar hun oorspronkelijke posities. Het mocht niet meer baten. Het leger trok zich terug. Kimball zette de achtervolging niet in.
De Noordelijken hadden 118 doden, 450 gewonden en 22 vermisten of gevangenen. De Zuidelijken hadden 80 doden, 375 gewonden en 263 vermisten te betreuren. Ondanks de Noordelijke overwinning was president Lincoln toch verontrust over de durf van Jackson en zijn mogelijke bedreiging voor Washington. Hij stuurde Banks terug naar de vallei samen met Alpheus' divisie. Lincoln zag ook het gevaar van een Zuidelijke aanval op Virginia. Daarom stuurde hij de divisie van brigadegeneraal Louis Blenker, (die deel uitmaakte van McClellans leger), ter ondersteuning naar generaal-majoor John C. Frémont in Virginia. Daarnaast bekeek Lincoln opnieuw de offensieve plannen van McClellan. Hij achtte de verdedigingsgordel rond Washington te zwak en opnieuw werden er eenheden van McClellans leger gedetacheerd op de verdedigingswerken te versterken. Het korps van generaal-majoor Irving McDowell werd hiervoor gebruikt. McClellan zou later beweren dat deze troepen hem de kans zouden hebben gegeven om de vijandelijke hoofdstad in te nemen. De nederlaag van Jackson zou een strategische overwinning blijken te zijn op middellange termijn.
Na de slag arresteerde Jackson brigadegeneraal Richard B. Garnett voor zijn terugtocht van het slagveld zonder toestemming. Hij werd vervangen door brigadegeneraal Charles S. Winder. Garnett zou de vernedering van een krijgsraad nooit echt te boven komen. Hij zou sneuvelen in de Slag bij Gettysburg.

### Jackson zet Banks op het verkeerde been (24 maarttot7 mei)
Na Kernstown trok Jackson zich stelselmatig terug naar Mount Jackson. Hij gaf het bevel aan kapitein Jedediah Hotchkiss om vanaf Harpers Valley tot Lexington, Virginia een stafkaart te maken van de vallei. Hij wilde alle defensieve en offensieve locaties in kaart laten brengen. Dit zou in het verdere verloop van de veldtocht een belangrijk voordeel zijn voor de Zuidelijken. Banks achtervolgde Jackson tot in Tom's Brook, op ongeveer 6 km van Strasburg. Daar werden de Noordelijken tegengehouden door de cavalerie van Ashby. Op 2 april rukte Banks verder op naar Stony Creek waar hij opnieuw vertraagd werd door Ashby's cavalerie voor meer dan twee weken.
De Schiereiland-veldtocht begon rond deze tijd. Joseph E. Johnston hergroepeerde het merendeel van zijn leger om Richmond te beschermen tegen McClellans offensief. Jackson kreeg nieuwe bevelen van Johnston. Banks mocht in geen geval Staunton en de Virginia en Tennessee spoorweg in handen krijgen. Jackson werd versterkt met het 8.500 man sterke korps onder generaal-majoor Richard S. Ewell. Ze ontmoetten elkaar om de verdere aanpak te bespreken.
Op 16 april kwam Banks opnieuw in beweging. Ashby's cavalerie werd verrast bij Stony Creek. De Zuidelijken verloren 60 ruiters en moesten zich al vechtend een weg terug banen naar hun linies bij Rude's Hill. Jackson dacht dat Banks versterking had gekregen. Daarom trok hij zich terug door de vallei naar Harrisonburg, Virginia op 18 april. De volgende dag marcheerden zijn soldaten de 30 km naar Swift Run Gap. Banks bezette New Market, trok de Massanutten Mountain over om de brug over de South Fork te veroveren in de Luray Vallei. Banks was echter onwetend over de positie van Jacksons troepen. Op 22 april telegrafeerde Banks dat Jackson de vallei voorgoed verlaten had. Ondanks dit 'succes' marcheerde zijn leger in een traag tempo naar Harrisonburg, waar het op 26 april arriveerde. Op 30 april vroeg Banks toestemming om zijn leger aan de veldtocht tegen Richmond te laten deelnemen. Zijn divisie werd overgebracht naar Fredericksburg om generaal-majoor Irvin McDowell te versterken. In de vallei bleef er maar 1 divisie meer over.
Jackson had de vallei niet verlaten. Zijn leger had de tijd doorgebracht bij Conrad's Store. Ondertussen ontsloeg Jackson Garnett en raakte Ashby 10 van zijn 21 compagnies kwijt en werd hij doorgestuurd naar Charles S. Winder. Winder probeerde de gemoederen te bedaren. Jackson gaf uiteindelijk Ashby's commando terug. Op 21 april kreeg Jackson een brief van Robert E. Lee, raadgever van president Jefferson Davis, met het bevel om in samenspraak met Ewell de vijand aan te vallen. Hiermee hoopten de Zuidelijken de dreiging rond Richmond te verminderen.
Jackson had zijn plan als volgt uitgewerkt. Hij zou Ewells divisie naar Swift Run Gap sturen om de flank van Banks te bedreigen. Jackson zou met zijn eenheden naar de Allegheny Mountains zou marcheren om daar brigadegeneraal Edward Johnson bij te staan tegen de voorste eenheden van John C. Frémonts leger. Als Frémont en Banks er in zouden slagen om aansluiting bij elkaar te vinden, bestond de kans dat Jackson het onderspit zou moeten delven. Zonder op de goedkeuring van Lee te wachten, ging Jackson over tot de aanval. Op 30 april stond Ewell aan Swift Run Gap. Jackson marcheerde in zuidelijke richting naar Port Republic tijdens zwaar stormweer. Op 2 mei draaiden ze in oostelijke richting naar Charlottesville, Virginia. Daarna ging de mars verder naar Blue Ridge. Op 4 mei namen ze een wachtende trein in oostelijke richting. Dit was een slimme misleiding die de Noordelijken zuur zou opbreken. Op 5 mei kampeerde Jackson op ongeveer 9 km van Johnson leger. Op 7 mei ontving Miroy dat Jackson in de omgeving was. Hij trok zich terug naar de Alleghenies.

### DeSlag bij McDowell(8 mei)
Op 8 mei arriveerde Jackson in McDowell, Virginia. Daar was Allegheny Johnson zijn eenheden aan het opstellen. Het Noordelijke leger van ongeveer 6.500 soldaten onder Milroy en Schenck hadden hun tenten ten westen van Bullpasture River opgeslagen. Niet ver daarvandaan lag een kilometer lange plateau, Sitlington Hill, die de Noordelijke posities domineerde. Dit plateau had twee nadelen. Ten eerste was het enige pad te steil om er artillerie op te sturen en ten tweede bevonden er zich vele ravijnen en ruw terrein, waardoor de Noordelijke infanterie er zonder Zuidelijke tussenkomst kon opgeraken.
De Noordelijke generaals wisten, dat ze minder soldaten in het veld hadden dan de 10.000 van Jackson en Johnson. Ze wisten echter niet, dat het plateau niet bereikbaar was voor de Zuidelijke artillerie. Daarom besliste Milroy om een preventieve aanval uit te voeren op de Zuidelijke stellingen. Daarmee hoopte hij tijd te winnen om zijn troepen bij het vallen van de avond gemakkelijker terug te trekken. Om 16.30 uur staken 2.300 Noordelijke soldaten de rivier over en vielen de Zuidelijken aan op Sitlington Hill. De initiële kracht van de aanval had bijna de rechterflank van Johnson gebroken. Door de tegenaanval van Taliaferro's infanterie kon de aanval gestopt worden. De volgende Noordelijke aanval was gericht op het zwakke centrum. Daar bezette de 12th Georgia een vooruitgeschoven positie, die langs twee zijden onder vuur genomen kon worden. Het regiment weigerde om zich terug te trekken naar een beter verdedigbare positie. Ze verloren veel soldaten, terwijl ze van twee zijden beschoten werden door de Noordelijken. Op het einde van de dag waren 180 van de 540 soldaten gedood of gewond. Johnson raakte gewond en Talaiferro nam het bevel over. Ondertussen bracht Jackson versterkingen aan. De gevechten duurden voort tot rond 22.00 uur toen de Noordelijken zich terug trokken.
Milroy en Schenck stuurden hun soldaten in noordelijke richting om 00.30 uur. Jackson probeerde nog om de achtervolging in te zetten. Toen alles georganiseerd was, waren de Noordelijken al 20 km verder. Op een heuvel nabij de weg naar Franklin nam Schenck een defensieve positie in. Jackson weigerde om deze aan te vallen.
De Noordelijken telden 34 doden, 220 gewonden en 5 vermisten. De Zuidelijken telden 116 doden, 300 gewonden en 4 vermisten.

### Tegenstrijdige bevelen (10 meitot22 mei)
Terwijl Jackson slag leverde bij McDowell, probeerde Ewell de tegenstrijdige bevelen van Jackson en Johnson te sorteren. Op 13 mei kreeg Ewell het bevel van Jackson om Banks te achtervolgen mocht hij de vallei verlaten. Van Johnson kreeg hij echter te horen dat hij zelf de vallei moest verlaten om Richmond te beschermen mocht Banks zich bij Mcdowell voegen in Fredericksburg. Toen het nieuws binnenkwam dat Shields de vallei verlaten had, wist Ewell niet welke orders hij diende op te volgen. Hij had een persoonlijke ontmoeting met Jackson op 18 mei op Mount Solon. Zij kwamen overeen, dat Ewell zijn bevelen van Jackson zou krijgen, terwijl ze beiden in de vallei opereerden. Banks' leger was de beste vangst met hun gecombineerde legers. Toen Ewell opnieuw orders ontving van Johnson om naar Richmond te marcheren, telegrafeerde Jackson in vertwijfeling naar Robert E. Lee. Lee overtuigde de president dat een overwinning in de vallei meer zou opbrengen dan het op te nemen tegen Shields. Johnson paste zijn orders naar Ewell aan: "Het doel van uw taak is het voorkomen van het samengaan van de legers van Banks en McDowell."
Op 21 mei marcheerde Jackson in oostelijke richting over de Massanutten Mountain waar hij aansluiting vond bij Ewell op 22 mei. Door de snelheid van de geforceerde marsen kregen zijn soldaten de bijnaam "Jackson's foot cavalry" of Jacksons cavalerie te voet. Hij stuurde Ashby's cavalerie naar het noorden om Banks ervan te overtuigen dat ze Strasburg zouden aanvallen. Het eerste doel van Jackson was om het kleine garnizoen bij Front Royal aan te vallen en te vernietigen. Dit garnizoen bestond uit ongeveer 1.000 soldaten van de 1st Maryland Infantry onder leiding van kolonel John Reese Kenly. Het verlies van dit garnizoen zou de Noordelijke stelling bij Strasburg onhoudbaar maken.

### DeSlag bij Front Royal(23 mei)

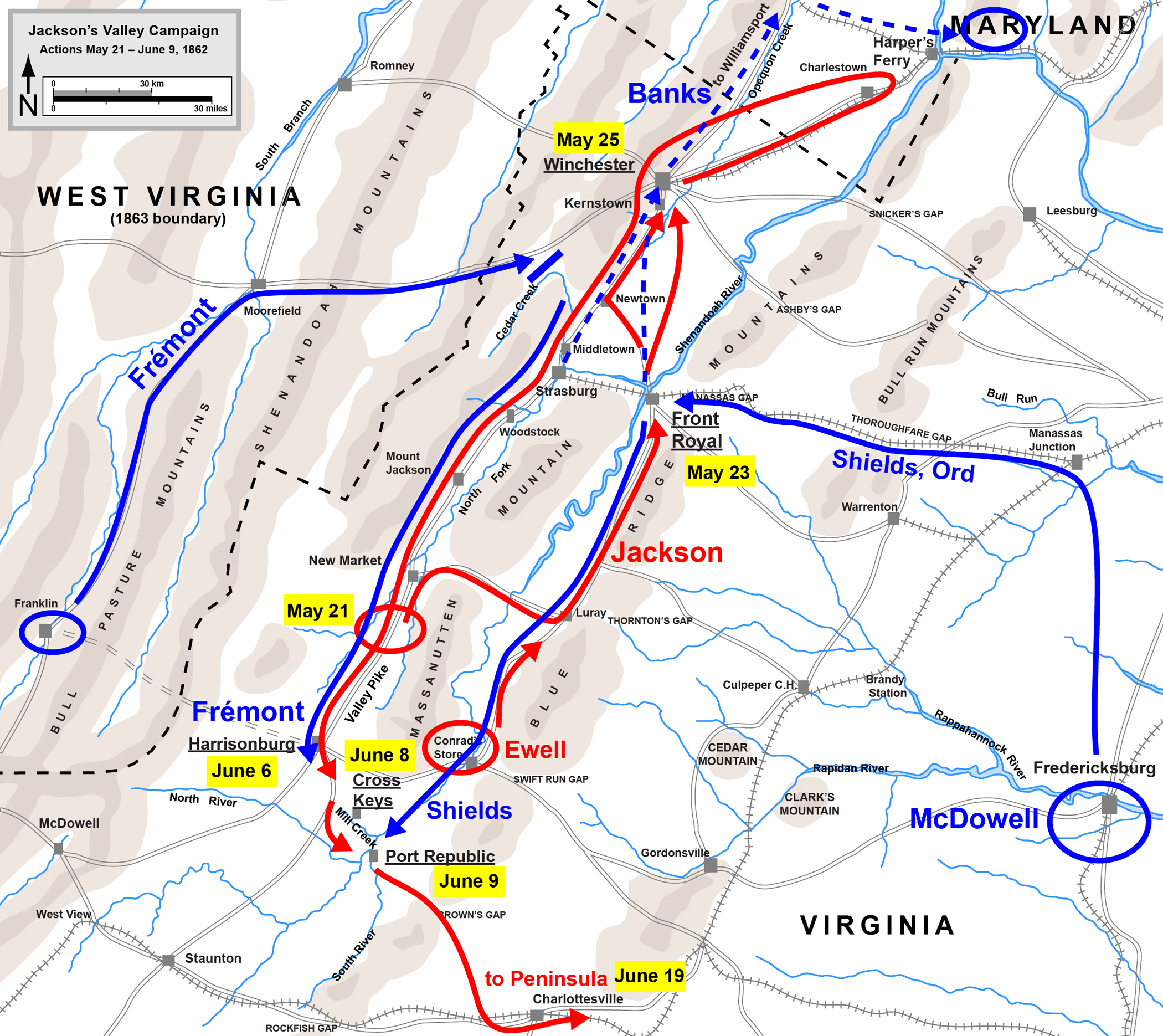
Jacksons veldtocht in de Shenandoah-vallei: Van Front Royal tot Port Republic.

Op 23 mei stak een detachement van Ashby's cavavelerie de South Fork van de Shenandoah over om bij Buckton Station een Noordelijk depot en spoorweg te vernietigen. Na een korte strijd met twee Noordelijke compagnies werd het depot plat gebrand, de spoorweg vernietigd en de telegraafkabels doorgesneden. Hierdoor werd Front Royal geïsoleerd van Banks in Strasburg. Ondertussen naderde Jackson en zijn leger de stad. Vanaf een helling ten zuiden van de stad zag Jackson dat de Noordelijken twee bruggen over moesten om te ontsnappen aan zijn aanval.
Het centrum van Jacksons slaglinie bestond uit de Louisiana Tigers. Dit bataljon maakte deel uit van Richard Taylors brigade in Ewells divisie en de 1st Maryland Infantry. Rond 14.00 uur werden de eerste schoten gelost. Na een korte strijd werden de Noordelijken uit de stad gedreven. Ten noorden van de stad nam Kenly dan een defensieve positie in. Jackson liet de Marylanders aanvallen met de Tigers als ondersteuning. Net voor de aanval zag Kenly dat de Zuidelijke cavalerie naar de bruggen oprukte. Om zijn enige ontsnappingslijn niet te verliezen verlieten de Noordelijken hun defensieve positie. Ze staken de twee bruggen over. Daarna staken ze de bruggen in brand. Taylors brigade zette de achtervolging in en staken de brandende bruggen over om de vijand in te halen. Jackson kon zijn artillerie niet inzetten omdat ze onderweg vertraging hadden opgelopen.

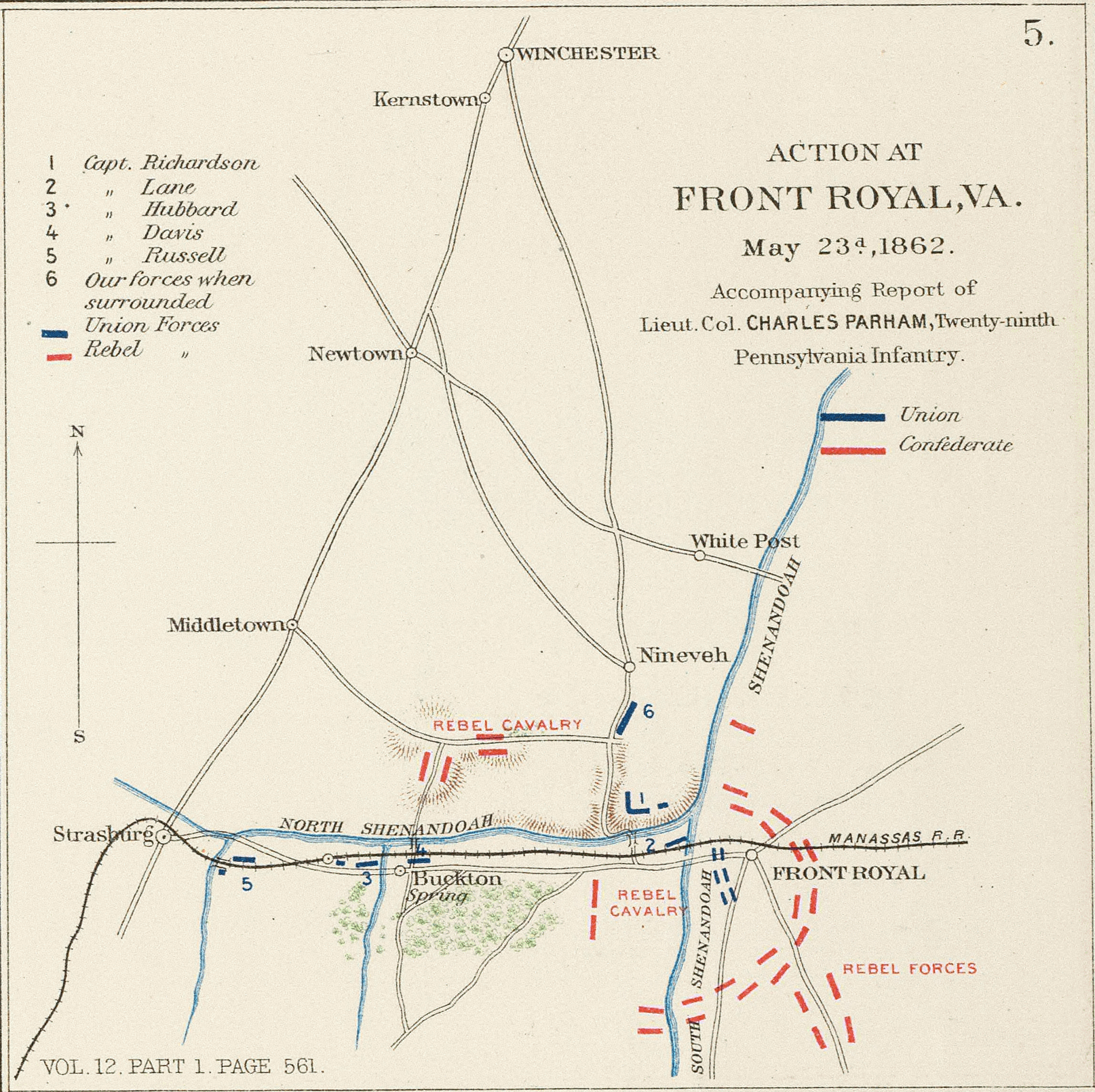
"Slag bij Front Royal, Virginia."

Op dit ogenblik arriveerde een 250 man sterk cavaleriedetachement onder kolonel Thomas S. Flournoy. Jackson stuurde hen op Kenly af. De terugtrekkende Noordelijke eenheden moesten zich bij Cedarville opnieuw verdedigen. Hoewel de Zuidelijke cavalerie tegen een driemaal sterkere overmacht stond, vielen ze toch de Noordelijken aan. Na de tweede charge sloegen de Noordelijken op de vlucht. De Noordelijken verloren 773 soldaten waarvan er 691 werden gevangengenomen. De Zuidelijken verloren 36 doden en gewonden. De Zuidelijken veroverden voor ongeveer 300.000 dollar aan voorraden. Banks weigerde in eerste instantie om zich terug te trekken omdat hij de aanval op Front Royal als een misleiding zag. Toen hij uiteindelijk besefte dat zijn positie onhoudbaar geworden was, stuurde hij zijn gewonden en zieken naar Winchester. In de morgen van de 24ste mei vertrok de rest van zijn infanterie.

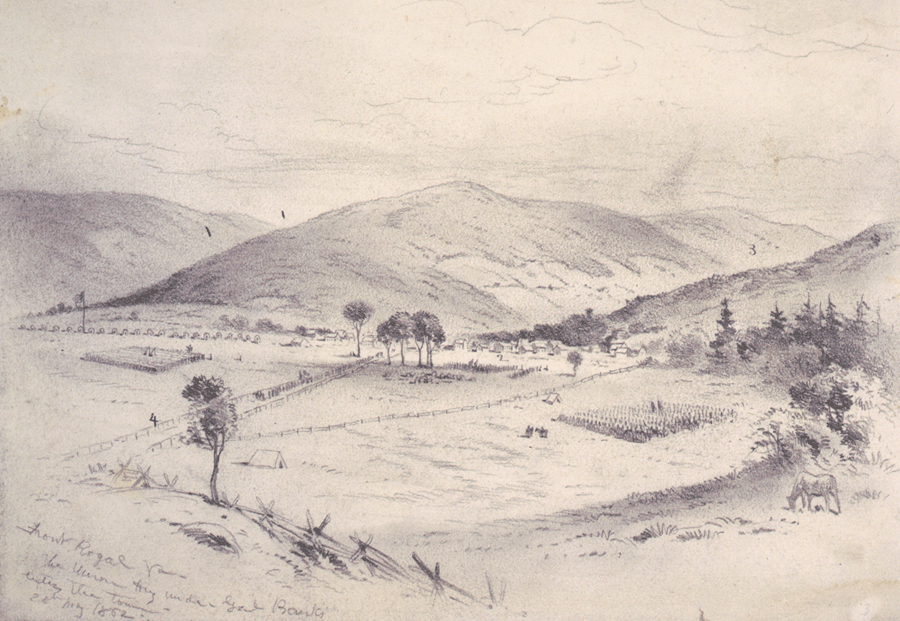
Front Royal: De Noordelijken komen aan in Front Royal, getekend door Edwin Forbes.

Het zwaarste gevolg van Banks' kleine nederlaag was de beslissing van Lincoln om 20.000 soldaten uit de Schiereiland-veldtocht naar de vallei te sturen in plaats van McClellan te versterken. Om 16.00 uur op 24 mei telegrafeerde Lincoln naar McClellan: "Als gevolg van de kritische toestand van generaal Banks' leger, voelde ik me verplicht om generaal McDowells orders op te schorten. De vijand probeert Harper's Ferry in te nemen en daarom proberen we Frémonts eenheden de vijandelijke achterhoede te laten aanvallen."

### DeEerste Slag bij Winchester(25 mei)

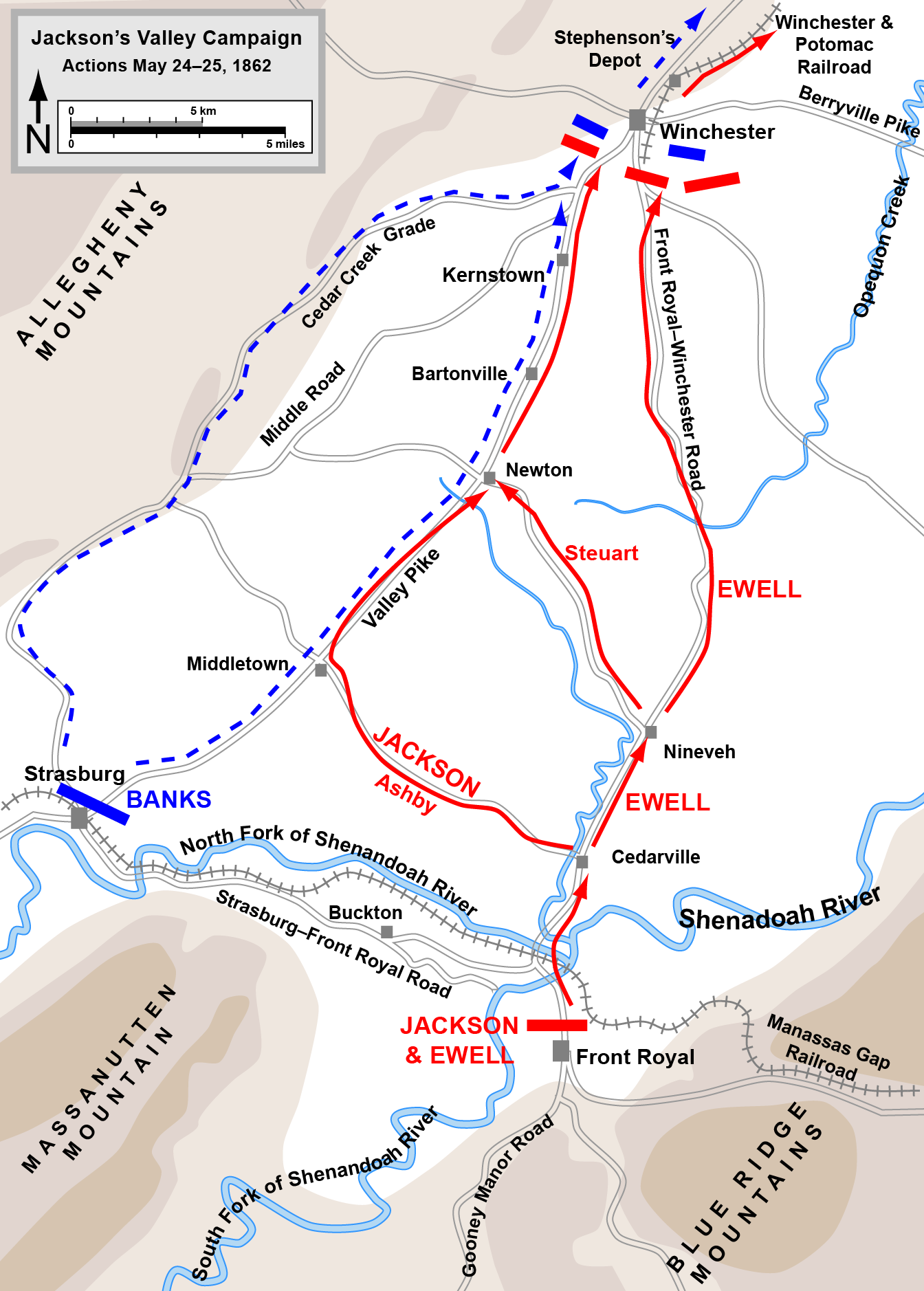
Overzicht van de strijd van Front Royal tot Winchester, 24 en 25 mei 1862.

Op 24 mei wilde Jackson het terugtrekkende leger van Banks tegenhouden. Hij wist echter niet welke route Banks nam. Banks kon ofwel de directe route naar Winchester nemen ofwel konde ze ontsnappen via de Blue Ridge. Jackson besloot om de weg van Cedarville naar Middletown in de gaten te houden. Mocht Banks rechtstreeks naar Winchester marcheren, dan kon Jackson hem in de flank aanvallen door via deze weg op te rukken. Hij wilde echter niet al zijn soldaten inzetten totdat hij met zekerheid de Blue Ridge optie kon uitsluiten. Hij stuurde verkenners van Ashby's cavalerie naar de Strasburg en Front Royal Road en twee regimenten cavalerie van Ewells divisie naar Newtown. Daar hoopte hij de voorhoede van Banks' leger te vinden. De rest van Ewells eenheden stuurde Jackson richting Winchester. Jackson zelf trok met zijn eenheden in noordelijke richting naar Cedarville.
Nadat hij informatie ontvangen had van Steuart dat de Noordelijken wel degelijk terug trokken, stuurde Jackson eenheden naar Middletown. Er was een kort oponthoud door een schermutseling met de Noordelijke cavalerie. Toch arriveerde Jackson nog op tijd om rond 15.00 uur zijn artillerie het vuur te laten openen op de voorbijtrekkende vijandelijke colonnes.
De chaos in de Noordelijke collones vergrootte door een raid van de Louisiana Tigers en de plundering van hun bagagetrein door de Tigers. Rond 16.00 uur kwam er een nieuwe Noordelijke colonne aan. Richard Taylors infanterie keerde zich om deze nieuwe dreiging het hoofd te bieden terwijl Jackson met zijn troepen vooruitsnelde om de Noordelijke colonnes verderop het leven lastig te maken. Net toen Taylor klaar was om aan te vallen, trokken de Noordelijken zich terug. Jackson kwam nu tot het besef dat hij enkel de achterhoede van Banks gezien had. Hij stuurde een boodschap naar Ewell dat deze zo snel mogelijk naar Winchester moest marcheren en zijn troepen ten zuiden van de stad diende op te stellen. Jacksons mannen zetten de achtervolging van Banks in doorheen de vallei. De achtervolging liep vertraging op omdat Ashby's cavalerie het nodig achtte om eerst de achtergelaten bagagetrein te plunderen. Tot na middernacht werd de achtervolging volgehouden. Jackson liet zijn soldaten twee uur rusten.
Rond 04.00 uur werden zijn soldaten gewekt. Jackson kon na een persoonlijke verkenningstocht met veel blijdschap vaststellen dat Banks een sleutelpositie op een helling ten zuiden van de stad niet had bezet. Daarop gaf Jackson het bevel aan Charles Winder om deze helling te bezetten. Dit deden ze zonder veel weerstand te ontmoeten. Kort daarop zouden ze de volle laag krijgen van de vijandelijke artillerie die op de volgende helling opgesteld stond, namelijk op Bower's Hill. Deze helling vormde de uiterst rechtse flank van de Noordelijke slaglinie. De Tigers openden de aanval op Bower's Hill. Tegelijkertijd keerden Ewells mannen de uiterst linkse flank van de Noordelijken. De Noordelijke linie brak en de soldaten trokken zich terug door de straten van Winchester.
De Zuidelijke achtervolging had weinig animo omdat opnieuw de cavalerie van Ashby alles vetraagde. De Noordelijken slaagden erin om in 14 uur een kleine 50 km te overbruggen om de Potomac bij Williamsport over te steken. Ze hadden 62 doden, 243 gewonden en 1714 vermisten verloren. De Zuidelijken hadden 68 doden, 329 gewonden en 3 vermisten te betreuren.

### De Noordelijken achtervolgen Jackson
Toen het nieuws van Banks terugtocht uit de vallei Washington bereikte en de angst voor een aanval op de hoofdstad door Jackson steeg, nam Lincoln (in afwezigheid van de opperbevelhebber McClellan) drastische maatregelen. Hij vaardigde bevelen uit aan de omliggende eenheden om de verdediging van de hoofdstad te garanderen. Frémont moest vanuit Franklin naar Harrisonburg marcheren om de strijd aan te binden met Jackson en Ewell. Hij stuurde eveneens orders naar McDowell in Fredericksburg.
Lincoln wilde een val klaarzetten voor Jackson met drie Noordelijke legers. Frémont zou de bevoorradingslijn van Jackson moeten bezetten. Banks werd teruggestuurd naar de vallei en een detachement van McDowells korps moest naar Front Royal marcheren om de flank van een voorbij marcherende Jackson aan te vallen. Via deze bewegingen kon Jacksons leger vernietigd worden tussen McDowells en Frémonts eenheden. Het enige nadeel van dit plan was de complexiteit. De coördinatie en gesynchroniseerde bewegingen voor drie legers was ver van evident. McDowell wilde veel liever McClellan steunen in de mars naar Richmond, toch stuurde hij een divisie onder brigadegeneraal James Shields naar de vallei. Een tweede divisie onder leiding van generaal-majoor Edward Ord zou spoedig volgen. Frémont vormde het grootste struikelblok voor het plan. In plaats van naar Harrisonburg te marcheren, zoals bevolen door Lincoln, marcheerde hij in noordelijke richting naar Moorefield. Frémont haalde de zeer moeilijk begaanbare wegen aan als uitleg voor deze marsroute. Lincoln had met zijn plan gehoopt om Jackson te vernietigen tussen de hamer (Shields) en het aambeeld (Frémont). Nu kon de president enkel nog hopen op een tangbeweging waarbij Jackson zou tegengehouden worden bij Strasburg.
Jackson kreeg via zijn verkenners het bericht dat Shields terugkeerde naar de vallei op 26 mei. Toch werd Jackson aangespoord door Robert E. Lee om de vijand bij de Potomac te bedreigen. Terwijl het grootste gedeelte van zijn leger bij Charles Town kampeerde, stuurde hij zijn eigen Stonewallbrigade naar Harpers Ferry op 29 en 30 mei. Op 30 mei heroverden de Noordelijken onder Shields Front Royal. Jackson trok zijn eenheden terug richting Winchester. Lincolns plan verwaterde verder doordat Banks zijn leger de nodige rust gunde in plaats opnieuw de vijand tegemoet te treden. (Banks zou tot 10 juni aan de andere zijde van de Potomac blijven.) Frémonts vooruitgang was traag door de slechte wegen. Shields bleef in Front Royal tot hij de versterking kreeg van Ords divisie. Jackson was als eerste in Strasburg geraakt, ver voor de Noordelijke legers. Alleen de Stonewallbrigade had vertraging opgelopen bij het evacueren van Harpers Ferry. Tegen de middag van de 1ste juni had deze brigade opnieuw aansluiting gevonden bij de rest van Jacksons leger.
Op 2 juni achtervolgden Noordelijke eenheden Jacksons leger. McDowell rukte op via de Luray vallei terwijl Frémont via de hoofdvallei (ten westen van de Massanutten Mountain) vooruitgang boekte. Jacksons soldaten legden meer dan 60 km af in 36 uur. Zware regenval en modder vertraagde de opmars van hun achtervolgers. In de volgende vijf dagen werden er geregeld schermutselingen uitgevochten door Ashby's cavalerie, die de achterhoede beschermde) en de voorste Noordelijke cavalerie. De Zuidelijken vernietigden enkele bruggen over de South Fork en Shenandoahrivieren waardoor de achterstand van de Noordelijken nog vergrootte. Een tweede gevolg was dat beide achtervolgende legers moeilijk contact met elkaar konden onderhouden. Toen het contact tussen de twee was hersteld op 6 juni sneuvelde Ashby op de Chestnut Ridge nabij Harrisonburg in een schermutseling tegen de cavalerie van Frémont onder leiding van brigadegeneraal George D. Bayard. Dit was een groot verlies voor de Zuidelijken. Ashby was op 3 juni nog gepromoveerd tot brigadegeneraal.
Terwijl de twee Noordelijke legers aansluiting zochten ten zuidwesten van de Massanutten Mountain had Jackson nog altijd de kans om te ontsnappen. Hij kon via Brown's Gap naar Charlottesville en dan naar Richmond marcheren. Hij wilde echter zijn opdracht volbrengen en de twee vijandelijke legers verslaan. Port Republic zou cruciaal worden in zijn plannen. Indien hij erin slaagde om de bruggen in deze regio (zijnde de samenvloeiing tussen South en North River met de South Fork) te behouden of te vernietigen, kon hij de twee Noordelijke legers uit elkaar houden. Hij stelde het grootste deel van zijn strijdmacht op op een helling met zicht op de stad vanaf de zuidelijke oever van de North River. Van hieruit domineerde zijn artillerie de stad en de oversteekplaatsen over de South River, waardoor Shields hier niet kon oversteken. Ewells divisie nam een positie in op ongeveer 10 km ten noorden van Cross Keys om Frémont op te wachten.
Op 7 juni stonden de legers van Ewell en Frémont tegenover elkaar. Ondanks het directe bevel van Shields om de achterhoede van Jackson zonder genade aan te vallen, durfde Frémont de sterke defensieve positie van Ewell niet aan te vallen. Op zondag 8 juni slaagde Shields' cavalerie, onder leiding van kolonel Samuel S. Caroll, er bijna in om de Zuidelijke bagagetrein in Port Republic te vernietigen. Jackson kon nog ontsnappen door snel de brug over de North River over te steken.

### DeSlag bij Cross Keys(8 juni)
In de vroege ochtend van de 8ste juni manoeuvreerde Frémont zeer voorzichtig om Ewell te benaderen. De Noordelijken hadden nochtans 11.500 soldaten tegenover 5.800 soldaten voor de Zuidelijken. (Richard Taylors brigade was gedetacheerd om dienst te doen bij Jackson.) De Noordelijken werden meer dan een uur vertraagd door de scherpschutters van de 15th Alabama Infantry. De artilleriesteun was maar operationeel na 10.00 uur. De artilleriebarrage was ongecoördineerd en had weinig effect. Het enige effect dat het wel had, was dat Jackson nu wist dat de gevechten gestart waren. Frémonts soldaten stonden in slaglinie die in zuidwest-noordoostelijke richting liep langs de Keezletown Road. Ewell stond 1,5 km zuidelijker opgesteld op een helling achter Mill Creek. Beide flanken werden beschermd door dichte bossen. Toen de Noordelijken oprukte, liep hun slaglinie ongeveer parallel met die van de Zuidelijken. Rond de middag werd een groep scherpschutters van Trimbles brigade op de hielen gezeten door soldaten van brigadegeneraal Julius Stahel. Toen ze de heuvel opgeraakt waren, werden ze verrast door geweersalvo's van de Zuidelijke linies. De 500 soldaten van de 8th New York Infantry verloren bijna 50 % van hun manschappen.

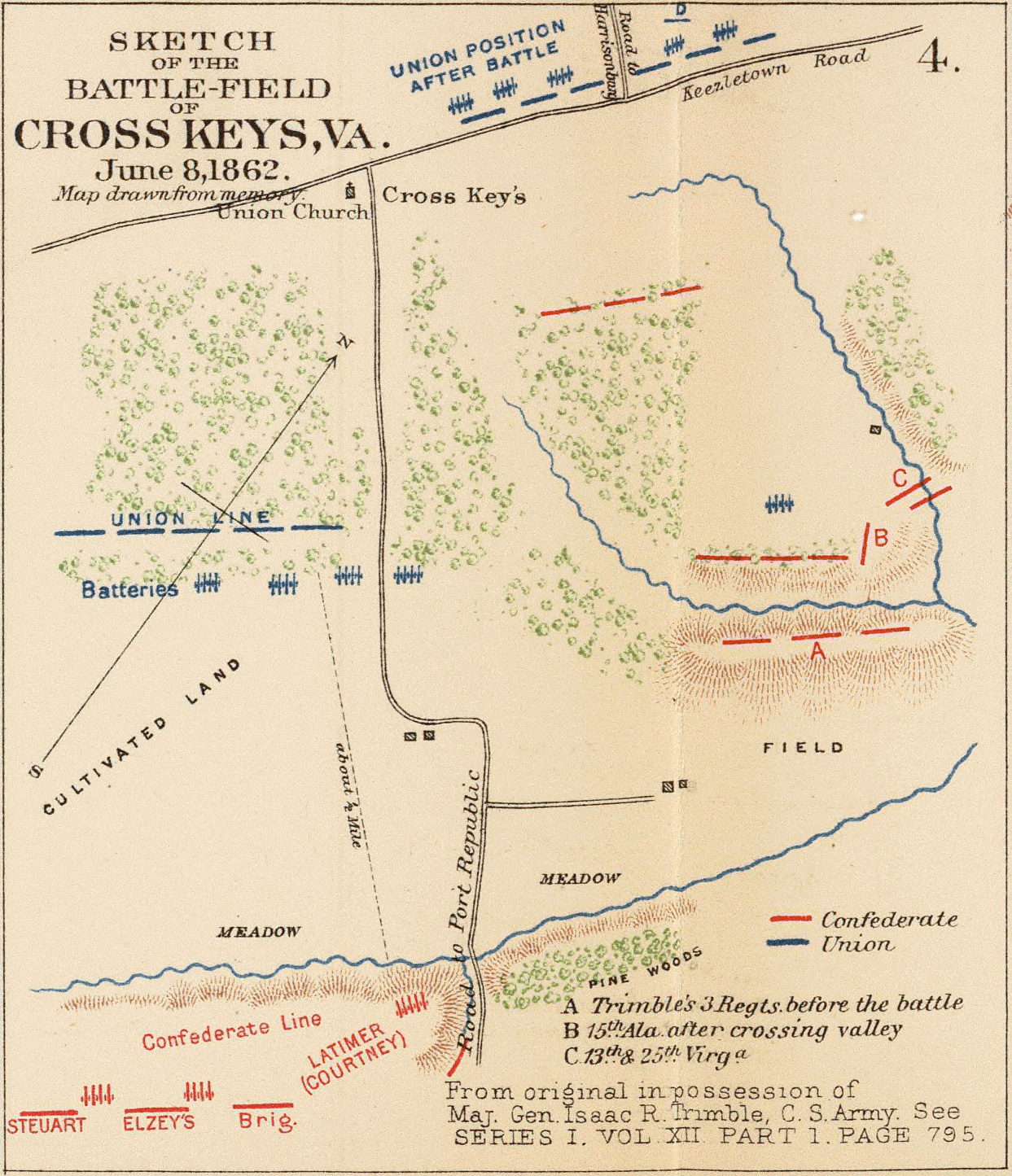
De Slag bij Cross Keys op zondag 7 juni 1862, de generaal Frémont en Jackson, tekening door Edwin Forbes.

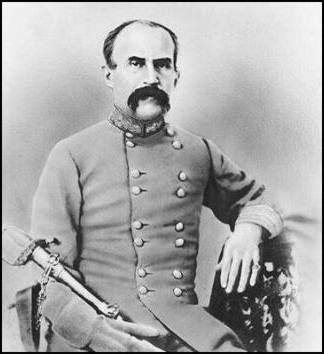
Brigadegeneraal Isaac R. Trimble.

In de loop van de namiddag had Frémont slechts 5 van zijn 24 regimenten ingezet. Ewell verwachtte nog een aanval. De ongedurige Trimble lanceerde echter zijn eigen aanval op een Noordelijke batterij. Dit bracht zijn brigade 1,5 km voor de rest van de Zuidelijke slaglinie.
Trimble en zijn mannen bleven daar voor de rest van de namiddag wachtende op een aanval die nooit zou komen. Toen Frémont zijn mannen terugtrok naar Keezletown Road, zette Ewell geen tegenaanval in omdat zijn leger te klein was een aanval te winnen op de Noordelijken.
Trimble stelde een nachtelijke aanval voor aan Ewell en Jackson. Geen van beiden zag er graten in. De Zuidelijken rukten slechts op tot aan de voormalige Noordelijke positie. Hiermee eindigde de slag die uiteindelijk niets meer was dan een schermutseling. De Noordelijken verloren 684 mannen. De Zuidelijken hadden maar 288 slachtoffers te betreuren. De twee brigadegeneraals van Ewells divisie raakten wel zwaargewond. Dit waren Arnold Elzey en George H. Stueart.
Jacksons plan bestond eruit om zijn eenheden te hergroeperen en op 9 juni een vernietigende aanval te openen op Shields in Port Republic. Hij ging er correct van uit dat Frémont niet onmiddellijk in staat was om een aanval te lanceren. Ewells divisie werd in de loop van de nacht teruggetrokken van bij Frémonts stellingen. Ze staken de North River Bridge over en marcheerden op langs de weg naar Conrad's Store. Dit was de richting waarvan Shields moest komen. Diezelfde ochtend gaf Jackson het bevel aan zijn bagagetrein om naar Brown's Gap op te trekken.

### DeSlag bij Port Republic(9 juni)
Rond 07.00 uur ontving Jackson het nieuws van de opmars van de Noordelijken in zijn richting. Zonder verdere verkenning en zonder te wachten op de rest van zijn eenheden, stuurde bij de Stonewallbrigade naar voor om in de verdwijnende mist aan te vallen. De brigade werd verrast door artillerievuur en geweerschoten en moest in wanorde terugtrekken. Ze waren op de voorhoede van Shields' leger gebotst, namelijk twee brigades onder leiding van brigadegeneraal Erastus B. Tyler. Jackson was in een hachelijke situatie terechtgekomen. Om zich hieruit te bevrijden, stuurde hij de 2de en 4de Virginia Infantry door kreupelhout naar de artillerieposities. Deze was beschermd door drie Noordelijke infanterieregimenten. De Zuidelijke aanval werd afgeslagen.
Na deze mislukte aanval stuurde Jackson de rest van Ewells divisie over de North River-brug. Deze brug werd na hun overtocht vernietigd zodat Frémonts leger geen contact kon leggen met die van Shields. Terwijl Jackson op Ewell wachtte versterkte hij zijn slaglinie met de 7th Louisiana Infantry van Taylors brigade. Hij gaf het bevel aan Taylor om een nieuwe aanval uit te voeren op de Noordelijke batterijen. Toen Winder bericht kreeg van een op handen zijnde Noordelijke aanval, viel hij de Noordelijken zelf aan. Opnieuw moest de Stonewallbrigade zich terugtrekken. Net op dit moment kwam Ewell aan op het slagveld en stuurde zijn 44th en 58th Virginia Infantry naar voor om de linkerflank van de Noordelijke oprukkende slaglinie aan te vallen. Deze aanval werd afgeslagen door Tylers eenheden.
Na drie nieuwe aanvallen door de Zuidelijken werden de artilleriebatterijen eindelijk overwonnen. Een nieuwe tegenaanval van Ohioregimenten volgde. De aankomst van Ewell deed de Noordelijken terugtrekken. De Zuidelijken openden het vuur met hun kanonnen op de Noordelijken. De Noordelijken begonnen zich terug te trekken nadat er nieuwe Zuidelijke versterkingen arriveerden op het slagveld. (Dit was de brigade van William B. Taliaferro. Jackson zei tegen Ewell: "Generaal, hij die niet inziet dat dit dankzij de hand van God is, is blind; meneer, blind."
De slag bij Port Republic had de Zuidelijken veel manschappen gekost. Ze hadden ongeveer 816 soldaten verloren tegen een leger dat maar half zo sterk was als het hunne, ongeveer 6.000 tegen 3.500. De Noordelijken hadden 1.002 soldaten verloren die voornamelijk als gevangenen weggevoerd werden.
Na deze slag waren de reputaties van Frémont en Shields aan diggelen geslagen. Frémont nam enkele weken later ontslag. Shields kreeg geen commando meer en nam op zijn beurt in maart 1863 ontslag uit het leger.

## Gevolgen
Na de overwinningen van Jackson bij Cross Keys en Port Republic trokken de Noordelijken zich terug. Frémont marcheerde naar Harrisonburg waar hij orders vond van Lincoln die te laat gebracht waren. Daarin stond dat hij niet mocht optrekken tegen Jackson. De terugtocht van Frémont werd bemoeilijkt door de Jacksons cavalerie onder leiding van kolonel Thomas T. Munford. De Noordelijken bereikten op 11 juni Mount Jackson. Op 14 juni sloten ze zich aan bij Banks en Sigel. De terugtocht van Shields verliep trager doordat veel van zijn soldaten de uitputting nabij waren. Op 21 juni hadden ze de Blue Ridge overgestoken en aansluiting gevonden bij generaal-majoor Irvin McDowell.
Jackson stuurde verzoeken naar Richmond met de vraag om zijn leger uit te breiden tot 40.000 soldaten. Zo kon hij een offensief voeren over de Potomac. Robert E. Lee, de nieuwe bevelhebber van het Army of Northern Virginia, had echter andere plannen. Hij wilde de tegenaanval inzetten tegen McClellan en de Noordelijken verdrijven van de poorten van Richmond. Daarvoor had Lee alle manschappen nodig die in de omgeving beschikbaar waren. Hij stuurde bevelen door naar Jackson om de onbeschermde rechterflank van McClellans leger aan te vallen ten noorden van de Chickahominyrivier. Kort na middernacht van de 18de juni begon Jackson zijn opmars naar het schiereiland. Hij vocht samen met Lee in de Zevendagenslag van 25 juni tot 1 juni.
Na zijn succes in de Shenandoavallei-veldtocht was Stonewall Jackson de meest gevierde Zuidelijke bevelhebber. Zijn overwinningen stuwden het moreel van zowel het leger als van het thuisfront hoog op. In een klassiek geworden veldtocht van verrassing en beweging hadden zijn soldaten in 48 dagen 1.040 km gemarcheerd en vijf veldslagen gewonnen tegenover een vijand die driemaal zo sterk was. Jackson was erin geslaagd om 40.000 Noordelijken weg te halen van de Schiereiland-veldtocht van McClellan waardoor Richmond gered werd van de ondergang.